# Lakamané
Lakamané è un comune rurale del Mali facente parte del circondario di Diéma, nella regione di Kayes.
Il comune è composto da 16 nuclei abitati:
- Balandougou
- Boungountinti
- Dalibera
- Diassiguibougou
- Farambouné
- Foutougou
- Gory
- Guingui
- Kabakoro
- Kamané
- Kaniara
- Kobokoto
- Kollah
- Lakamané
- Lattakaf
- Sirakoro